# Galateia

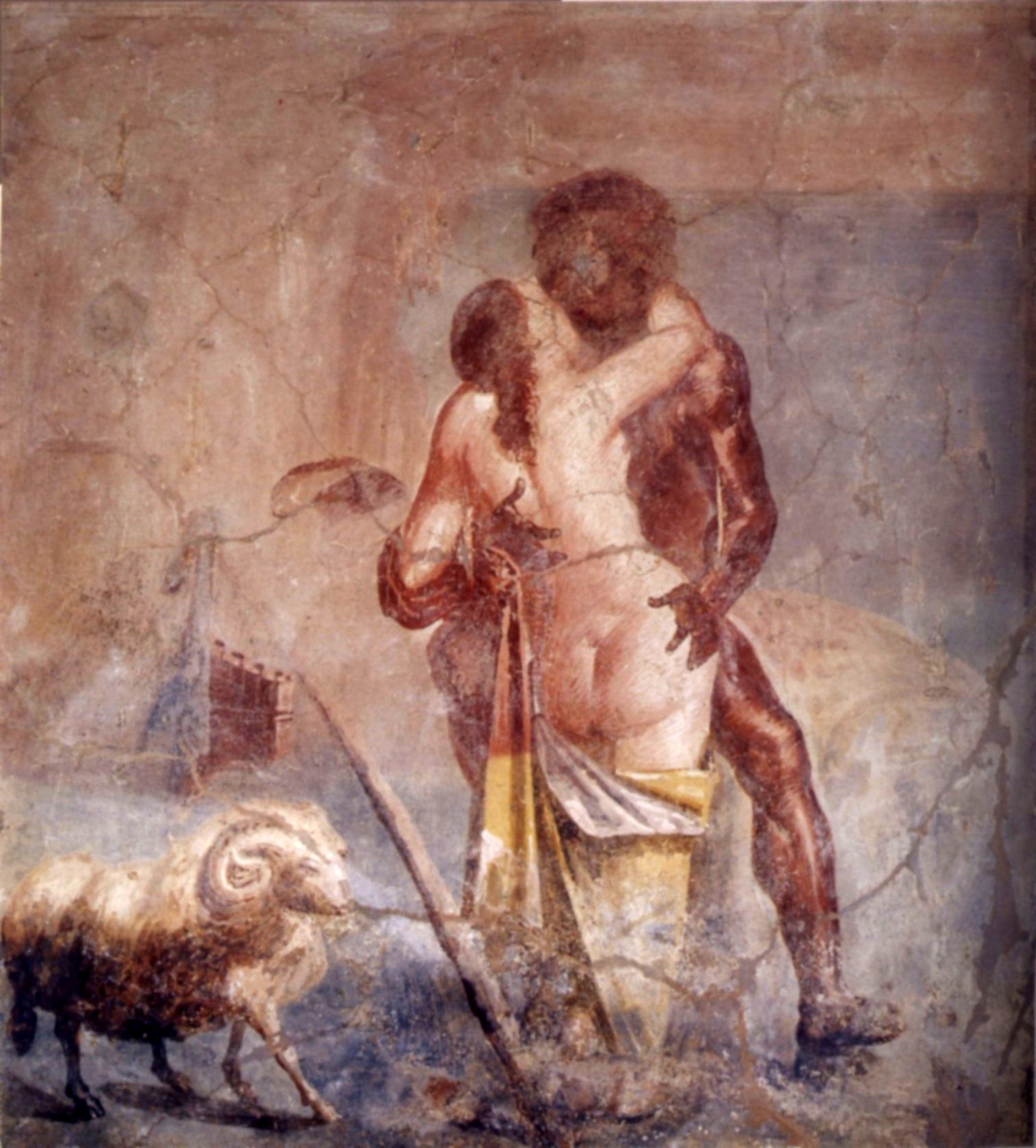
Polyphem und Galateia (römisches Fresko aus Pompeji, Archäologisches Nationalmuseum Neapel)

Galateia (altgriechisch Γαλατεία Galateía, deutsch ‚die Milchweiße‘, lateinisch Galatea) ist eine Nymphe der griechischen Mythologie. Sie ist eine der Nereiden, also eine Tochter des Nereus und der Doris.

## Galateia und Polyphem
Galateia war dem aus Homers Odyssee bekannten Kyklopen Polyphem verbunden, war sogar durch ihn Mutter eines Knaben namens Galatos, wurde aber von dem Hirtenknaben Akis geliebt. Der eifersüchtige Kyklop erschlug den Liebhaber, worauf die Nymphe aus Mitleid das strömende Blut des Knaben in einen Fluss verwandelte.
Die Liebe des Polyphem zu der schönen Nymphe wurde bereits in der Antike vielfach gestaltet, zuerst in den Dithyramben des Philoxenos von Kythira, der die bei Homer bedrohliche Gestalt ins Komische wendete. Odysseus versucht hier dem liebeskranken Kyklopen einzureden, er, Odysseus, sei ein Zauberer und es sei ihm ein leichtes, die spröde Galateia in ein williges Lustgeschöpf zu verwandeln. Nur müsse Polyphem den Steinbrocken, der den Höhleneingang versperrt, beiseite räumen, damit Odysseus sich zu Galateia begeben könne. Unterdessen solle Polyphem ein wenig aufräumen, sich parfümieren und bekränzen. Polyphem fällt allerdings nicht auf den Trick herein.
Nach Athenaios besaß diese komische Geschichte einen tragischen Hintergrund: Das Werk des Philoxenos, der Kyklops, entstand Athenaios zufolge als Satire auf Dionysios, Tyrann von Syrakus, in den Steinbrüchen Siziliens. Ursprünglich seien Tyrann und Dichter Saufkumpane gewesen. Doch als Philoxenos eine Liebschaft mit einer Tochter des Dionysios namens Galateia begann, wurde er zum Steineklopfen geschickt.
Auch in der Malerei blieb es bei dem Kontrast zwischen Komik und Tragik. Eine der Bildbeschreibungen des Philostratos zeigt als antike Ausformung von Die Schöne und das Biest auf der einen Seite den liebeskranken Kyklopen, am ganzen Körper behaart und mit Hauern bewehrt, der sich mit sentimentalem Flötenspiel tröstet und darüber Herden und Welt vergisst und sich seiner Geliebten zuliebe sogar des Menschenfressens enthält, auf der anderen Seite die weiße, strahlende Galateia, die eine Quadriga von Delphinen vor sich her über die Wogen des Meeres jagt.

## Akis und Galateia bei Ovid
Von der Wirkung her bestimmend sollte die Gestaltung des Mythos in den Metamorphosen des Ovid sein: Hier wird das Gegensätzliche der Beziehung von Polyphem und Galateia noch verschärft durch die Einführung des jugendlichen Liebhabers Akis, der, 16 Jahre alt, kaum einen Flaum auf den zarten Wangen trägt, demgegenüber Polyphem gesetzt, die Schreckgestalt der Wildnis, die sich nun zu zivilisieren sucht, indem sie einen Rechen als Kamm durch die verfilzten Zotteln zieht. Schon bei Philoxenos suchte der leidende Polyphem Trost bei den Musen, bei Ovid setzt er an:
O Galateia, so weiß wie das Blatt schneehellen Ligusters,

Blühend und frisch wie die Au, so schlank wie die ragende Erle,

Glänzend wie heller Kristall, schalkhaft wie das hüpfende Böcklein,

Glatt wie von ständigem Meer am Strande gewaschene Muscheln …
Was poetisch überzeugend ist, allerdings fährt er dann fort mit einer erotisch nur selten ergiebigen Kritik der Geliebten:
O Galateia, zudem starrsinnig wie trotzende Rinder,

Trüglich wie wallende Flut, hart gleich vieljähriger Eiche,

Zäh wie Weidengesträuch, wie weißliche Ranken am Weinstock,

Unnachgiebig wie hier das Gestein, aufbrausend wie Stromfall,

Stolz wie der prächtige Pfau, weh tuend wie brennendes Feuer …
Nicht genug damit, hätte die Geliebte harte Kritik vielleicht noch verziehen, so tötet Polyphem jede eventuell noch verbliebene Neigung durch schnöde Nüchternheit:
All dies Vieh ist mein; auch viele noch irren in Tälern,

Viele noch heget der Wald, und gestallt sind viele in Höhlen.

Wenn du mich fragtest danach, nicht könnt ich dir sagen die Anzahl:

Dürftige zählen allein ihr Vieh. Von dem Lobe des meinen

Glaube mir nichts aufs Wort; komm selbst und betrachte die Schafe.
Tragisch und komisch zugleich, wie der Menschenfresser meint, die Meernymphe zum Schafezählen animieren zu können. Und es ging böse aus, Akis wurde erschlagen, doch noch im Tod in einen Fluss verwandelt.
Doch wie gesagt: Den ältesten Berichten (z. B. des Bakchylides) zufolge war die Liebe des Kyklopen zur Nymphe am Ende weder völlig unglücklich noch völlig unfruchtbar.
Ein Vorläufer Ovids in der Behandlung des Themas war Theokritos, der Erfinder der bukolischen Dichtung als Genre. In den unter dem Titel Eidyllia überlieferten Gedichten erscheint der verliebte Polyphem zweimal. Zum einen im Idyll Nr. XI „Der Kyklop“ (Κύκλωψ Kýklōps): Hier widmet Polyphem der Geliebten einen schmachtenden Gesang, ganz ähnlich wie bei Ovid. Zum anderen im Idyll Nr. VI, „Die Rinderhirten“ (Βουκολιασταί Boukoliastaí), sieht man dagegen eine Galateia, die wütend die Herden des Polyphem mit Steinen bewirft, während Polyphem seelenruhig auf der Flöte bläst und es nicht zu bemerken scheint. Es ist ihm gelungen, in Galateia Eifersucht zu erregen, und Eifersucht lässt über Mängel des Gegenstandes hinwegsehen.

## Galateia in der Kunst
Der Mythos von Akis und Galateia wurde häufig in der Kunst aufgegriffen, in der antiken Malerei sind Gestaltungen des Sujets nicht nur belegt, sondern auch überliefert. Beispielsweise in einer pompejianischen Wandmalerei aus dem Haus des Priesters Amandus, auf dem Polyphem auf einer Anhöhe sitzt, während ein Delphin Galateia, die ihren Schleier als Segel benutzt, davonträgt.
Noch in der bildenden Kunst der Neuzeit wurde das Thema vielfach gestaltet. Einige Beispiele:

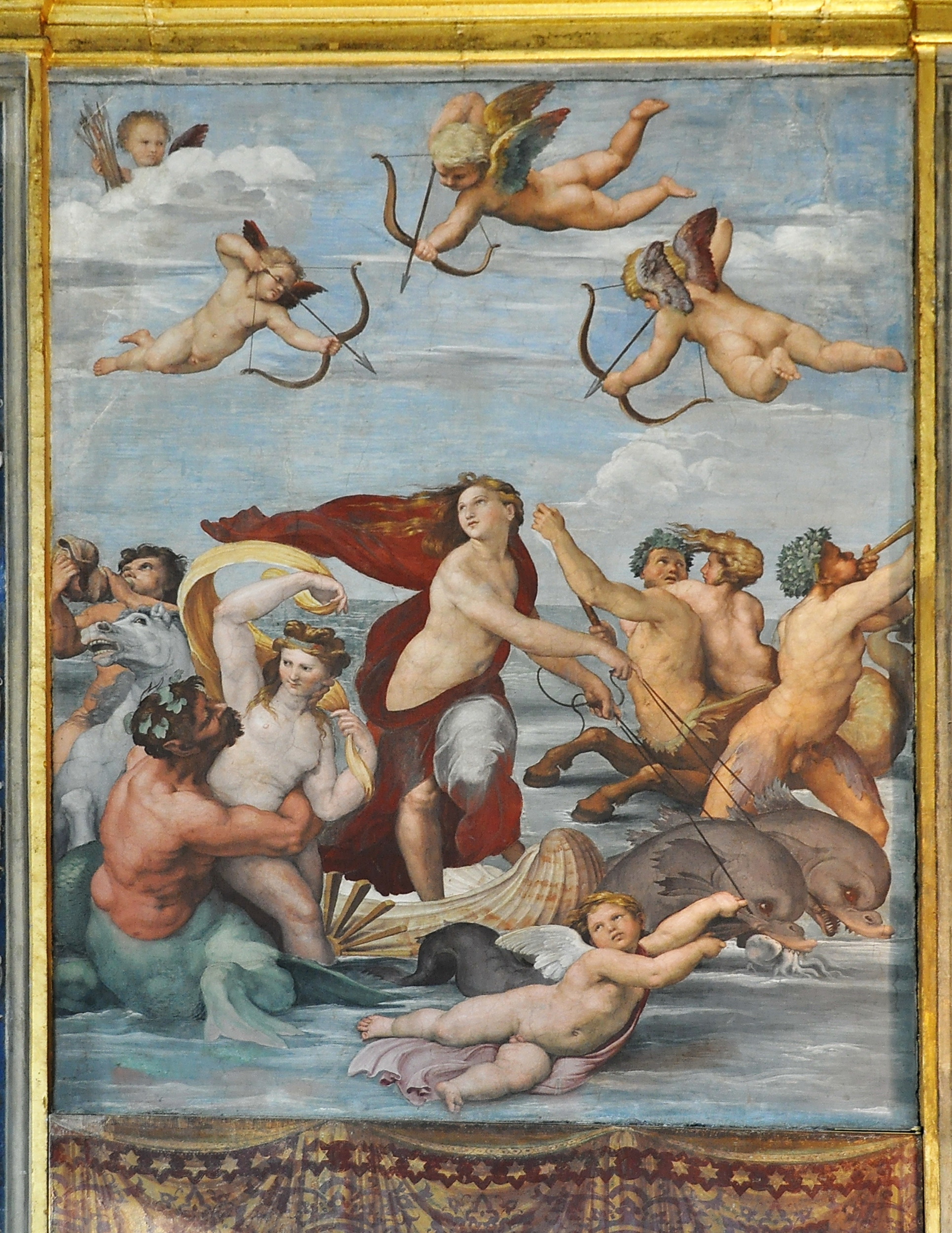
Triumph der Galatea, (Raffael, 1512)
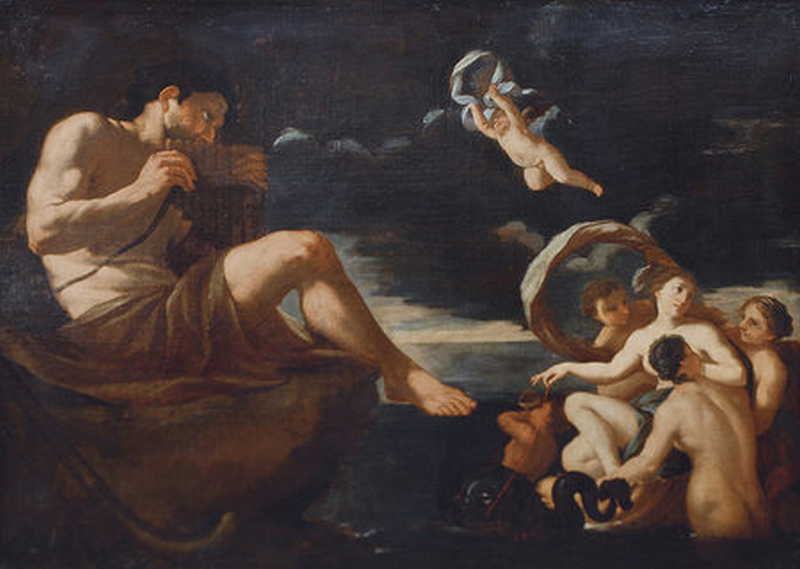
Galatea mit ihren Begleiterinnen vor Polyphem (Johann Carl Loth, 17. Jh.)
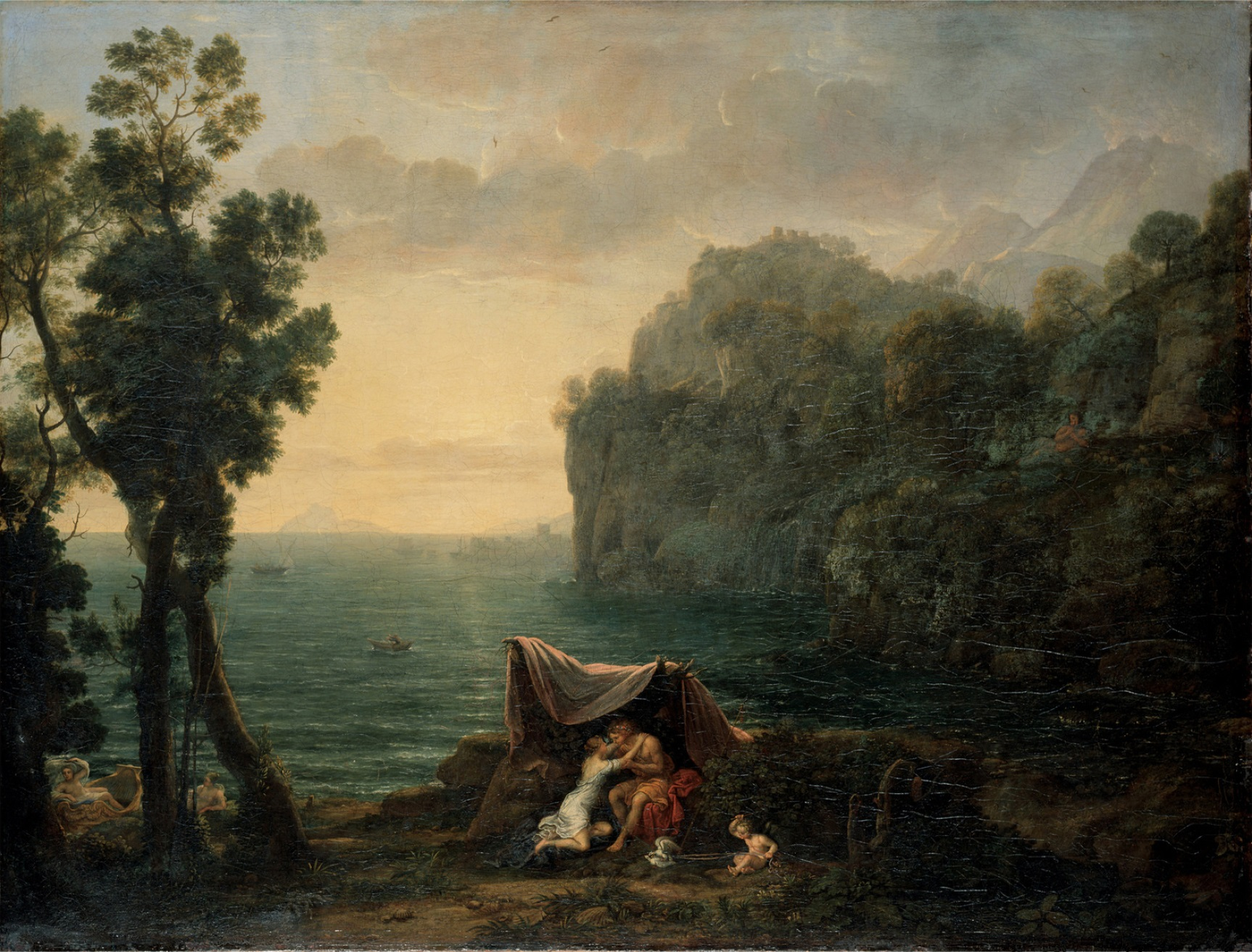
Acis und Galatea (Claude Lorrain, 1657)
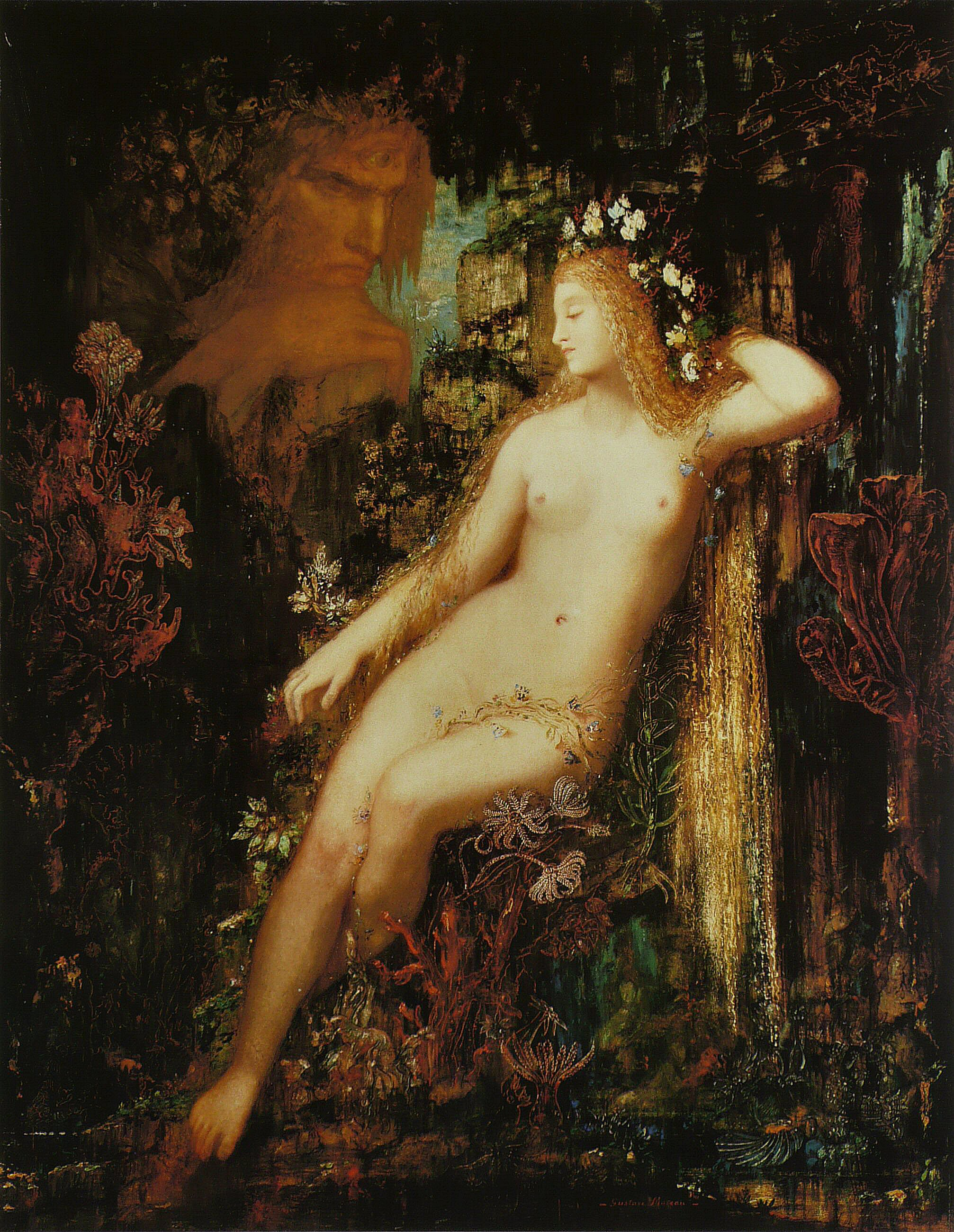
Galatea (Gustave Moreau, 1880)

Auch in der Musik wurde das Thema gestaltet, beispielsweise in den folgenden Werken:
- La Galatea (1639), Drama von Loreto Vittori
- Acis et Galatée (1686), Pastorale héroïque von Jean-Baptiste Lully
- Aci, Galatea e Polifemo (1708), Serenata von Georg Friedrich Händel
- Acis and Galatea (1718), Masque von Georg Friedrich Händel
- La Galatea (1722), Libretto von Pietro Metastasio, vertont von nahezu 20 Komponisten, darunter Johann Christian Bach und (in einer Bearbeitung durch Giovanni Ambrogio Migliavacca als Acide) von Joseph Haydn

sowie in der modernen Interpretation des Dichters Albert Samain:
- Polyphème (1922), Drame lyrique von Jean Cras
- Polyphème (2000), Pastorale tragique von Klaus Miehling